# Selles-sur-Cher (queso)
El Selles-sur-Cher es un queso francés de la región central, departamento de Loir-et-Cher, que se beneficia de una AOC desde el 19 de agosto de 1970, y DOP a nivel europeo por el Reglamento de la Comisión n.º 1107/96. El área geográfica del selles-sur-cher se extiende por la Solonía, incluyendo partes de los departamentos de Cher, Indre y Loir-et-Cher.

## Historia
Su nombre proviene de la ciudad de Selles-sur-Cher, que es su principal centro de venta al por menor. Es un queso artesanal creado y consumido en un marco familiar. Los granjeros lo producían en pequeñas cantidades con la leche de algunas cabras criadas en el clima tan peculiar de la Solonía. La primera traza escrita de su producción data de 1887. Su producción se desarrolló durante el siglo XIX. La AOC se obtuvo en 1975.

## Elaboración
Se hace con leche entera, no pasteurizada, de cabra. Hacen falta alrededor de 1,3 litros de leche para hacer una pieza de 150 gramos. Se fermenta y se calienta a 20 °C. Se le añade un poco de cuajo y se deja reposar durante 24 horas. A diferencia de la mayor parte de los quesos, la cuajada es metida con cucharón directamente en su molde que contiene pequeños agujeros para que salga el suero de manera natural. El queso se deja entonces en una habitación fresca y ventilada con un 80% de humedad (seco, en comparación con la típica bodega que tiene entre 90 y 100%) durante un tiempo que va de 10 días a 3 semanas. Durante este tiempo se seca el queso conforme el moho se va formando en su exterior. 
Como todos los quesos AOC tienen que llevar el logotipo INAO y acrónimo, la frase "Appellation d'Origine Contrôlée" y el nombre del queso. La producción en el año 1998 fue de 531 toneladas (+31,4% desde 1996) de la que el 100% es de leche cruda (36% en granja).

## Características
Es un queso de pequeño tamaño, de un peso medio de 150 gramos. Tiene forma tronco-cónica, como un "adoquín cilíndrico" cuyo diámetro no excede de 9,5 centímetros. Está cubierto por una capa de carbón de leña pulverizado. Por encima de esta capa se forma una corteza natural de color gris-azul, a azul oscuro. La pasta es blanca, firme, fina y funde fácilmente. Desprende un olor ligeramente caprino. Su sabor dulce a avellana es muy característico. 
Su periodo de degustación óptima es de abril a agosto, después de una maduración de 3 semanas, pero también resulta excelente de marzo a octubre. Se consume también de aperitivo con un vino con sabor frutal. Los vinos que le van son: Chinon, Sancerre Pouilly-Fumé, Touraine, Bourgueil. 

## Denominación de origen
A nivel nacional, en Francia, el Selles-sur-Cher es reconocido como appellation d'origine contrôlée (AOC) desde 1976. Desde 1996, es una denominación de origen protegida (PDO) ante la Unión Europea. A nivel internacional, cuenta con registro como denominación de origen, conforme al Sistema de Lisboa, ante la Organización Mundial de la Propiedad Intelectual, desde el 2 de junio de 1975.